# Aechmea recurvipetala
Espèce
Classification phylogénétique
Aechmea recurvipetala est une espèce de plantes à fleurs de la famille des Bromeliaceae, endémique du Brésil et décrite en 2011.

## Distribution
L'espèce est endémique des États de Bahia et du Minas Gerais au Brésil.

## Description
L'espèce est épiphyte.